# Serhiy Nahorniy
Serhiy Nahorniy (em russo:  Сергій Вікторович Нагорний, Khmelnytskyi, 8 de dezembro de 1956) é um velocista ucraniano na modalidade de canoagem. 

## Carreira
Foi vencedor da medalha de Ouro em K-2 1000 m e da medalha de Prata em K-2 500 m em Montreal 1976 com o seu colega de equipe Vladimir Romanovsky.